# Pierre François Xavier Boyer
Pour les articles homonymes, voir Général Boyer et Boyer.
Cet article possède un paronyme, voir Xavier Boyer.
Pierre François Xavier Boyer, né le 7 septembre 1772 à Belfort et mort le 11 juillet 1851 à Lardy (Seine-et-Oise), est un militaire français, simple soldat de la Révolution devenu général sous le Consulat, particulièrement connu pour son rôle en Espagne sous Napoléon et en Algérie durant la monarchie de Juillet.

## Biographie

### Les guerres de la Révolution
Parti comme volontaire au 4e bataillon de volontaires de la Côte-d'Or en 1792, il est peu après capitaine et commande une compagnie du 1er bataillon de volontaires du Mont-Terrible, devenant ensuite l'aide de camp du général Kellermann.
En 1796, il fait la campagne d'Italie en qualité d'adjudant-général. Il suit Napoléon Bonaparte dans sa campagne d'Égypte et de Syrie. Il se distingue notamment à la bataille d'Alexandrie, où il est grièvement blessé. Durant cette campagne, il découvre au milieu du désert du Fayoum, des ruines précieuses pour l'histoire de l'antiquité.

### Saint-Domingue
Le 24 mars 1801, il est nommé général de brigade, et se dispose à prendre part à l'expédition de Saint-Domingue comme chef d'état-major de l'armée des généraux Leclerc et Rochambeau. Il y remporte plusieurs succès contre Toussaint Louverture. Le général Leclerc, au moment de sa mort, charge Boyer de transmettre ses dernières volontés au premier Consul. Fait prisonnier durant la traversée par une frégate anglaise, le général Boyer est conduit à Londres, et échangé peu après.

### Les guerres de l'Empire
Il participe aux campagnes de Prusse en 1806, de Pologne en 1807, d'Allemagne en 1809, d'Espagne, de Russie en 1812 et de Saxe en 1813. Il se comporte brillamment à Iéna, Pułtusk et Friedland ainsi qu'à Wagram et donne des nouvelles preuves de son courage et de ses talents à l'assaut du fort de Naugarten et lors de la prise de Marbourg.
En Espagne, il devient la terreur des guérilleros par les cruelles représailles qu'il exerce contre eux. Sa division de dragons inspire l'effroi aux bandes espagnoles qui font aux troupes françaises une guerre continuelle de harcèlement et d'escarmouches, servis par leur connaissance du terrain et des possibilités de repli. Il est connu sous le sobriquet de « Pierre le Cruel », dont il ne s'offense pas.
Il est créé baron de l'Empire le 1er mai 1812, et reçoit le grade de général de division le 16 février 1814 ; il participe à la campagne de France et notamment à la Bataille de Paris, puis placé à la tête du département du Mont-Blanc jusqu'au retour de Louis XVIII.
Après l'abdication de Napoléon (avril 1814), Boyer envoie son adhésion aux actes du Sénat conservateur. Il combat les armées étrangères pendant tout le temps de l'invasion.

### La Restauration
Pendant les Cent-Jours, il est chargé de l'organisation d'un corps franc dans le département de la Côte-d'Or. Porté sur la liste des proscrits[réf. nécessaire] après la bataille de Waterloo, poursuivi par la police, il cherche refuge en Allemagne.
Revenu en France après la chute ministère du général Clarke, il est replacé dans son grade sur l'état de disponibilité, et vit retiré à la campagne avec sa femme et ses enfants.
Réformé sans traitement en 1816, il est admis à la retraite à la fin de 1824, et autorisé vers la même époque à passer au service de Méhémet Ali, pacha d'Égypte. Il s'occupe des moyens de discipliner les troupes de ce prince, lorsque, deux ou trois ans après, un conflit entre lui et Mohammed-Laz, ministre de la Guerre, le force à quitter l'Égypte.

### La monarchie de Juillet: l'Algérie
Rétabli sur l'armée active après la révolution de Juillet 1830, il est affecté en Algérie, dans l'armée d'Afrique. Il commande une division lors de l'expédition du général Clauzel, commandant en chef à Médéa dans la province du Titteri (novembre 1830).
Après la démission du général Clauzel et son remplacement par le général Berthezène, le gouvernement se décide à occuper Oran ; le bey tunisien placé à Oran par Clauzel est rapatrié le 31 août 1831 ; le commandement de la place d'Oran est confié à Boyer. Les troupes françaises ne sont présentes qu'à Oran et Mers-el-Kébir, le reste de la province est presque entièrement sous le contrôle du sultan du Maroc, Moulay Abderrahmane, qui tient Tlemcen et Mascara et qui bénéficie du soutien des populations locales, notamment les Douaïrs et les Smelas. La situation générale en Algérie est difficile : en août 1831, a lieu l'évacuation totale de Médéa ; la retraite des troupes françaises de Médéa à Alger est considérée comme une défaite française jusqu'à Tanger et à Tunis.
Le général Boyer arrive à Oran précédé de sa réputation de grande sévérité, qui lui avait acquis le surnom de Cruel et qui est confirmée par la dureté avec laquelle il sévit bientôt contre les Maures soupçonnés d'avoir des relations avec le Maroc, les confiscations, les arrestations et même plusieurs exécutions assez arbitraires frappant des habitants d'Oran. Le comportement de Boyer est signalé par Berthezène au ministre de la Guerre, le maréchal Soult, mais il ne réagit pas directement. La tension devient telle que la population oranaise décident d'établir un blocus commercial d'Oran, dont le ravitaillement ne peut se faire que par mer, depuis l'étranger et la France.
Fin 1831, le général Berthezène est remplacé par le général Savary, duc de Rovigo. Ce n'est cependant qu'au début de 1833 que Soult décide de relever Boyer de ses fonctions, à cause de sa mésintelligence avec le commandant en chef. Il est remplacé par le général Desmichels, dont la politique va être à l'opposé, puisqu'il va signer un traité avec Abd el-Kader, devenu émir fin 1832.

### Fin de carrière

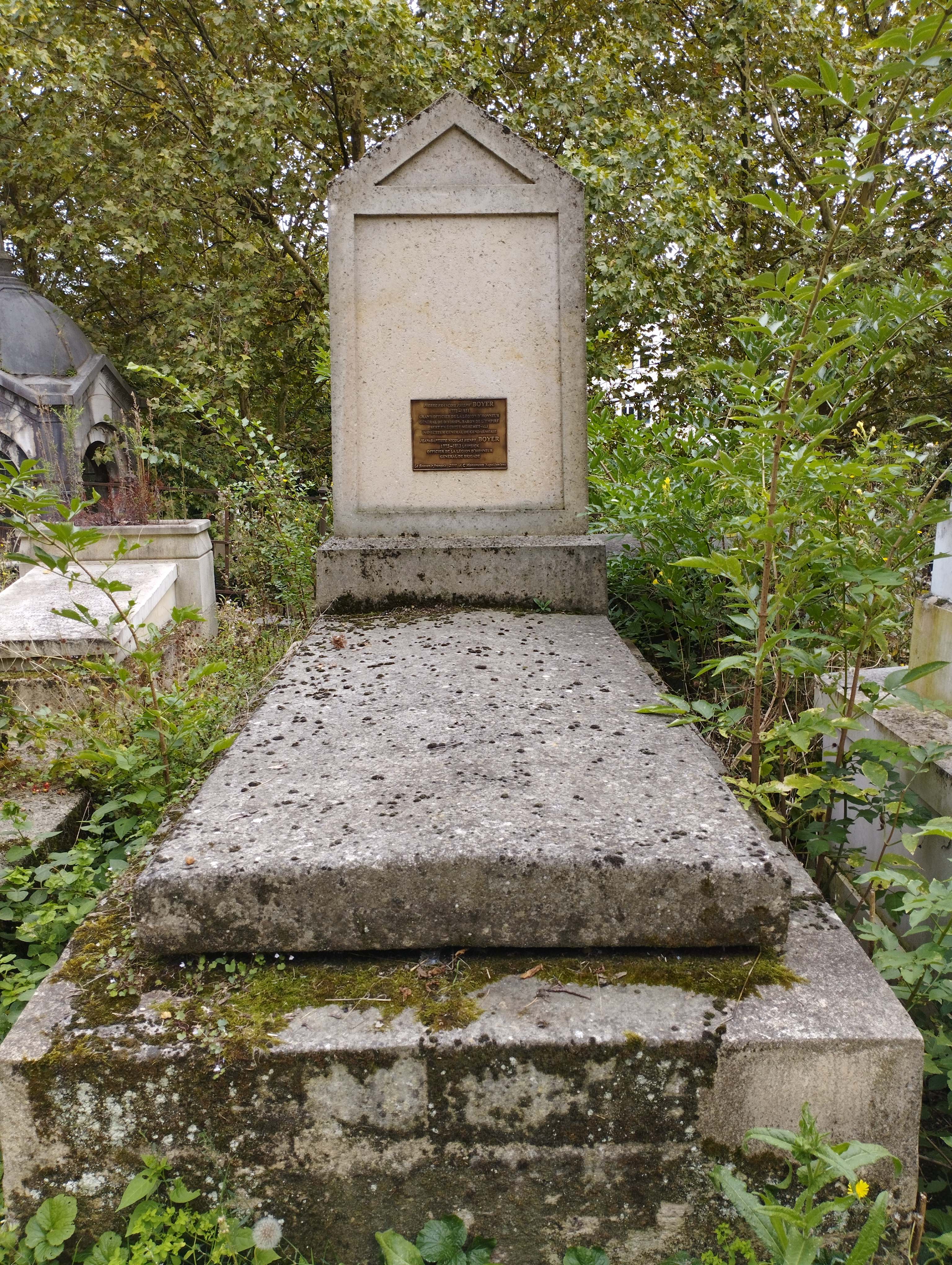
Tombe de Pierre François Xavier Boyer au cimetière du Père-Lachaise (division 36).

Inspecteur général de la gendarmerie en 1834 et 1836, Boyer est admis en 1839 dans le cadre de réserve.
Il meurt en 1851, à Lardy près d'Étampes, à l'âge de 79 ans. Il est inhumé au cimetière du Père-Lachaise (36e division).
Son frère, le général Jean-Baptiste Boyer a été tué à la bataille de Leipzig (1813).

## Distinctions
- Grand officier de la Légion d'honneur (20 avril 1831) ;
- Chevalier de l'ordre de la Couronne de Fer (Premier Empire) ;
- Chevalier de l'Ordre royal et militaire de Saint-Louis.
- Inscription parmi les 660 noms inscrits sous l'Arc-de-Triomphe (ainsi que son frère)